# Свиноујшће
Свиноујшће (пољ. Świnoujście) је град у Пољској са 41.480 становника..

## Становништво
Према прелиминарним подацима са пописа, у граду је 2011. живело 41.480 становника.
| 1946. | 1950. | 1960.  | 1970.  | 1980.  | 2002.  | 2011.  | 2012.  |
| ----- | ----- | ------ | ------ | ------ | ------ | ------ | ------ |
| 5.771 | 5.441 | 17.988 | 28.100 | 47.087 | 41.796 | 41.480 | 41.509 |

## Партнерски градови
- Светли (од 1993)
- Истад (од 1990)
- Норденхам (од 1992)
- Остворпомерн (од 1998)
- Херингсдорф (од 2007)